# Calliergon luipichense
Calliergon luipichense là một loài rêu trong họ Amblystegiaceae. Loài này được R.S. Williams mô tả khoa học đầu tiên năm 1909.